# St.-Wenzels-Weinberg

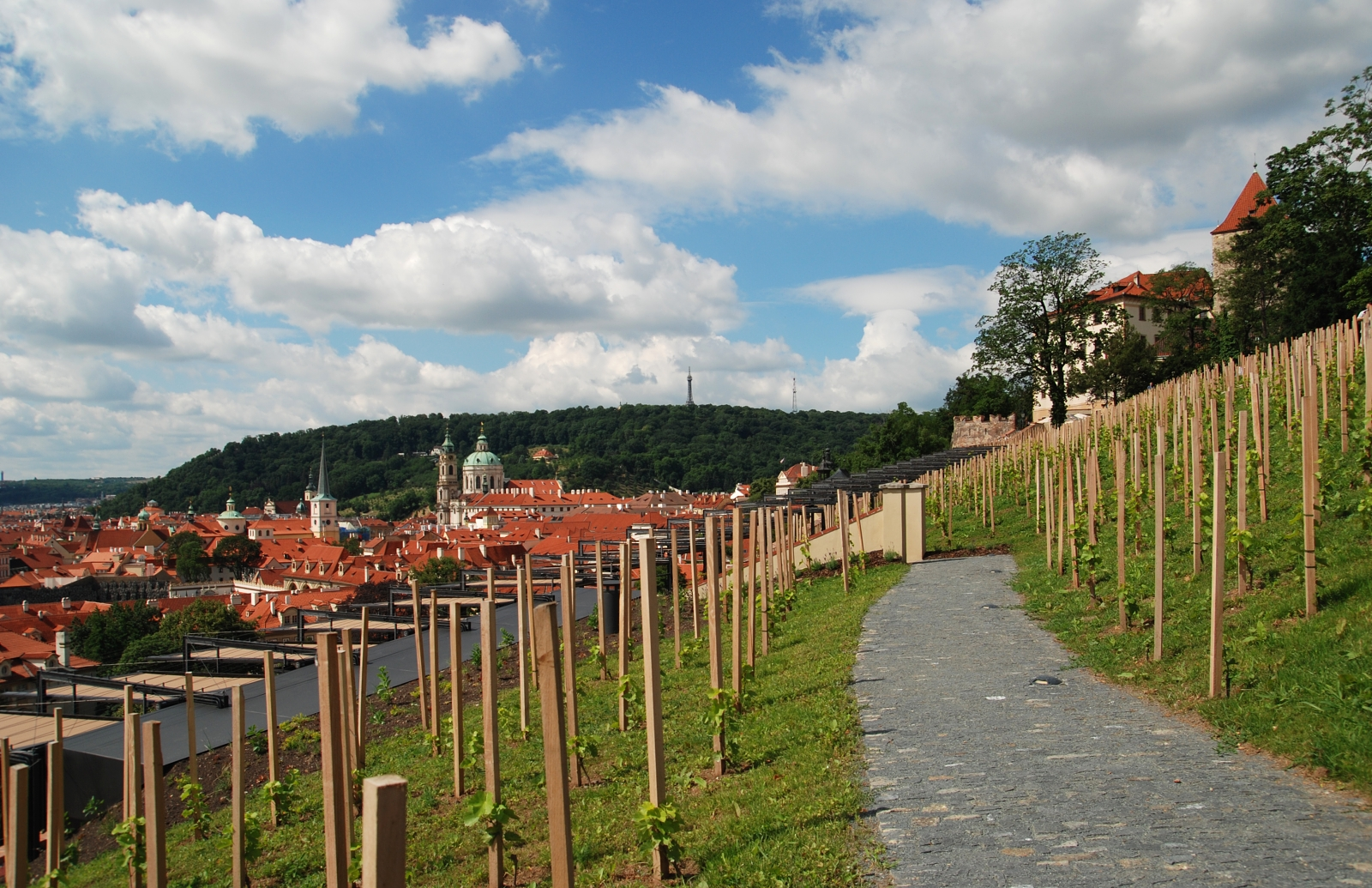
Weinberg des hl. Wenzel

St.-Wenzels-Weinberg (tschechisch Svatováclavská vinice) in Prag ist einer der ältesten Weinberge in Tschechien. Er liegt an einem Südhang am östlichen Rand des Hradschiner Bergsporns, dem sogenannten Opyš, in unmittelbarer Nachbarschaft der Prager Burg.
Seine Anfänge reichen bis ins 10. Jahrhundert und sind verbunden mit Legenden um den Fürsten Wenzel, den später heiliggesprochenen Schutzpatron Böhmens. Die Legenden erzählen, dass Fürst Wenzel persönlich den Weinberg pflegte und Trauben für die Herstellung von Messwein kelterte. (Wenzel gilt auch als Schutzpatron der Winzer.) In den schriftlichen Quellen erscheint der Weinberg als Weinberg am Opyš (vinice Na Opyši) im Jahr 1375 im Zusammenhang mit der Weinbautätigkeit von Kaiser Karl IV. Erst Mitte des 17. Jahrhunderts taucht der Name Weinberg des heiligen Wenzel auf.

## Lage
Der Weinberg liegt am steilen Hang oberhalb von Alte Schlossstiege (Staré zámecké schody), dem östlichen Zugang zur Burg. Er ist von einer hohen Mauer umgeben und ist im Westen vom Burgareal und im Osten durch einen Eingang von der Alten Schlossstiege zugänglich. Der Weinberg bietet eine einmalige Aussicht auf das historische Prag und auf die Moldau mit ihren vielen Brücken.

## Weinberg
Auf knapp einem Hektar Fläche werden Rheinriesling und Spätburgunder angebaut. Es sind die Rebsorten, die sich an diesem exponierten Südhang schon seit dem Mittelalter bewährt haben (Spätburgunder ließ schon Karl IV. anpflanzen). Neben diesen beiden Sorten wachsen entlang des Aussichtsweges noch 35 weitere typische Rebsorten aus Böhmen und Mähren.

## Villa Richter

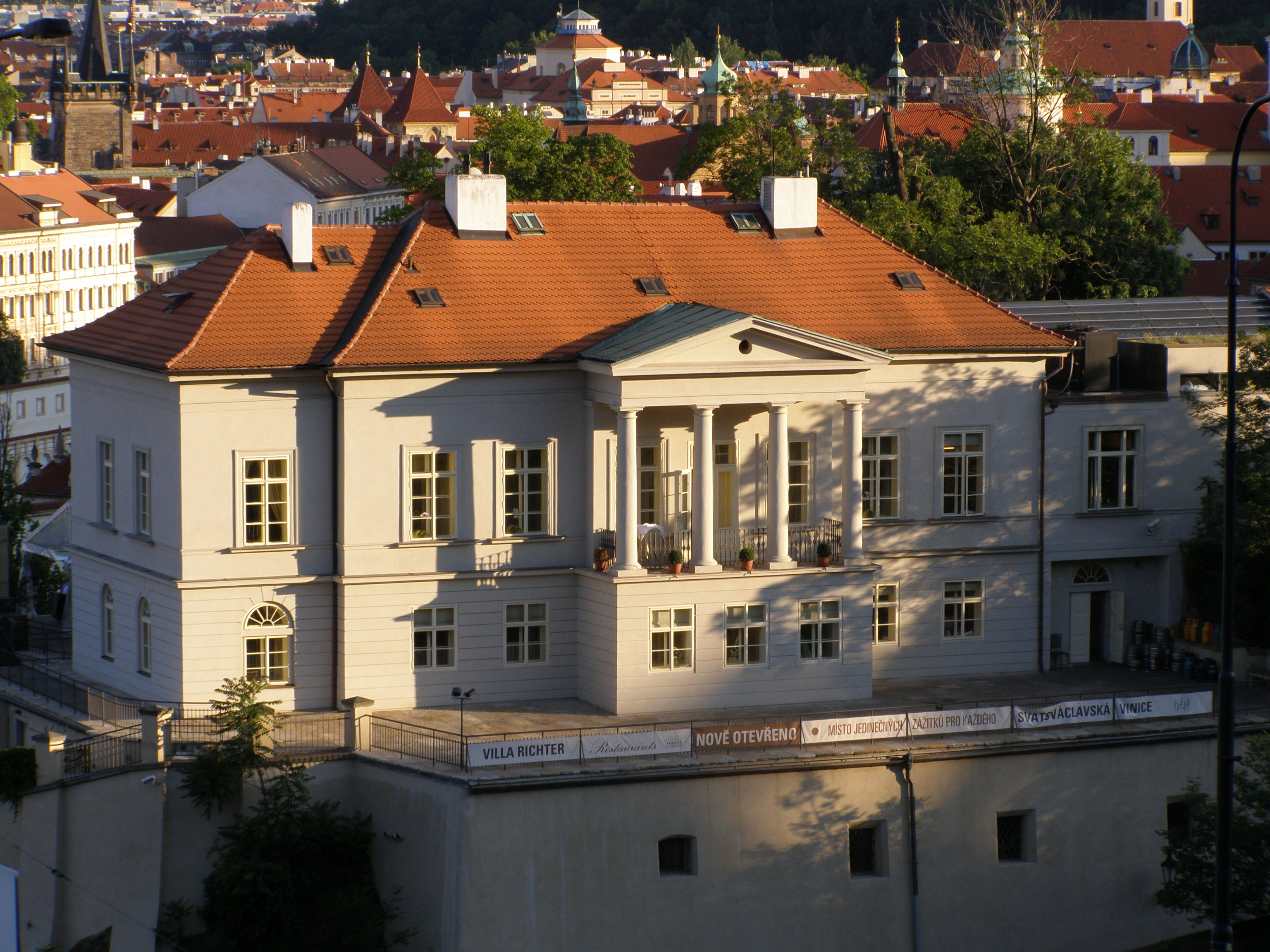
Villa Richter

Am östlichen Ende steht die Villa Richter (Richterova vila) aus dem Jahr 1836, sie ist neben dem Sommerschlösschen Kinský (Letohrádek Kinských) eine der bedeutendsten klassizistischen Villen in Prag. Die Villa ist nach Karel Emanuel Richter benannt, der sie nach einem Entwurf des Architekten Josef Peschek bauen ließ. Der Weinbau wurde später aufgegeben und das Grundstück als Garten genutzt. Nach mehreren Besitzerwechseln kam die gesamte Anlage 1992 unter die Verwaltung der Prager Burg. In den Jahren von 2006 bis 2008 wurde die Villa Richter saniert, der Weinberg neu angelegt und im Jahr 2008 wurde das Areal zum ersten Mal in seiner tausendjährigen Geschichte der Öffentlichkeit zugänglich gemacht.
Die Villa Richter beherbergt zwei Restaurants, vor der Villa befindet sich unter einer Weinpergola ein Open-Air-Weinbistro. Hier kann man auch Weine aus dem St.-Wenzels-Weinberg verkosten.